# The Morning Show
The Morning Show (conocida como The Morning Wars en Australia e Indonesia) es una serie de televisión estadounidense con tintes dramáticos que se estrenó el 1 de noviembre de 2019 en Apple TV+. Está protagonizada por Jennifer Aniston, Reese Witherspoon, Steve Carell, Gugu Mbatha-Raw, Billy Crudup, Néstor Carbonell y Mark Duplass.
La serie está inspirada en el libro Top of the Morning: Inside the Cutthroat World of Morning TV, del periodista estadounidense Brian Stelter. The Morning Show refleja la cultura detrás del programa matutino más grande del país en una de las grandes cadenas de televisión estadounidenses.
El argumento gira en torno al copresentador masculino del programa, que es obligado a abandonar su puesto tras acusaciones de conducta sexual inapropiada. La serie examina los aspectos del movimiento #MeToo desde múltiples perspectivas a medida que se revela más información sobre la mala conducta. A lo largo de la serie se abordan otros temas y conflictos contemporáneos, como la pandemia de COVID-19, el movimiento Black Lives Matter tras la muerte de George Floyd, el asalto al Capitolio y la guerra en Ucrania.
En 2025 se espera el estreno de la cuarta temporada. Las grabaciones finalizaron en diciembre de 2024.

## Sinopsis

### Primera temporada
Alex Levy dirige The Morning Show (El Matinal en español), un popular programa de noticias que ha sobresalido en las clasificaciones de televisión y ha cambiado la cara de la televisión estadounidense para siempre.
Después de que su compañero durante quince años, Mitch Kessler, sea despedido en medio de un escándalo de conducta sexual inapropiada, Alex lucha por retener su trabajo como principal lectora de noticias mientras provoca una rivalidad con Bradley Jackson, una aspirante a periodista que llega al canal de televisión luego de que se hiciera viral un video de ella discutiendo con un hombre en una protesta donde se encontraba reporteando.

### Segunda temporada
En la segunda temporada de The Morning Show, el programa continúa abordando las consecuencias del movimiento #MeToo, mientras Alex Levy regresa al programa después de su salida al final de la primera temporada. 
La pandemia de COVID-19 se convierte en un tema central, mostrando su impacto en los personajes y el funcionamiento del programa matutino.

### Tercera temporada
En la tercera temporada de The Morning Show, el canal enfrenta un futuro incierto cuando el magnate de la tecnología Paul Marks muestra interés en la UBA. 
La temporada aborda las secuelas del movimiento #MeToo, el impacto de la pandemia de COVID-19, el movimiento Black Lives Matter y las tensiones raciales en Estados Unidos. También se trata el asalto al Capitolio de Estados Unidos  y la guerra en Ucrania, específicamente los ataques rusos en Mariupol.

## Reparto

### Principal
- Jennifer Aniston como Alex Levy
- Reese Witherspoon como Bradley Jackson
- Steve Carell como Mitch Kessler
- Gugu Mbatha-Raw como Hannah Shoenfeld
- Billy Crudup como Cory Ellison
- Néstor Carbonell como Yanko Flores
- Mark Duplass como Charles "Chip" Black
- Bel Powley como Claire Conway
- Karen Pittman como Mia Jordan
- Desean K. Terry como Daniel Henderson
- Jack Davenport como Jason Craig
- Greta Lee como Stella Bak (temporada 2)
- Ruairi O'Connor como Ty Fitzgerald (temporada 2)
- Julianna Margulies como Laura Peterson (temporada 2)
- Jon Hamm como Paul Marks (temporada 3)
- Nicole Beharie como Christine Hunter (temporada 3)
- Jeremy Irons como Martin Levy, padre de Alex (temporada 4)
- Marion Cotillard como Celine Dumont (temporada 4)
- Aaron Pierre como Miles (temporada 4)
- Boyd Holbrook como Brodie (temporada 4)

### Recurrente
- Tom Irwin como Fred Micklen (10 episodios)
- Victoria Tate como Rena Robinson  (10 episodios)
- Janina Gavankar como Alison Namazi (9 episodios)
- Shari Belafonte como Julia (9 episodios)
- Joe Marinelli como Donny Spagnoli (9 episodios)
- Katherine Ko como Dhillon Reece-Smith (9 episodios)
- Ian Gomez como Greg (8 episodios)
- Augustus Prew como Sean (8 episodios)
- Amber Friendly como Layla Bell (8 episodios)
- Eli Bildner como Joel Rapkin (8 episodios)
- Hannah Leder como Isabella (7 episodios)
- Marcia Gay Harden como Maggie Brenner (6 episodios)
- Andrea Bendewald como Valérie (6 episodios)
- Michelle Meredith como Lindsey Sherman (6 episodios)
- David Magidoff como Nicky Brooks (6 episodios)
- Joe Pacheco como Bart Daley (6 episodios)
- Kate Vernon como Geneva Micklen (5 episodios)
- Oona Roche como Lizzy Craig (5 episodios)
- Joe Tippett como Hal Jackson (4 episodios)
- Roman Mitichyan como Sam Rudo (4 episodios)
- Mindy Kaling como Audra (3 episodios)
- Adina Porter como Sarah Graveler (3 episodios)
- Brett Butler como Sandy Jackson (3 episodios)
- Philip Anthony-Rodriguez como Gabriel (3 episodios)
- Holland Taylor como Cybil Reynolds (temporada 2)
- Valeria Golino como Paola Lambruschini (temporada 2)
- Hasan Minhaj como Eric Nomani (temporada 2)
- Tara Karsian como Gayle Berman (temporada 2)
- Tig Notaro como Amanda Robinson (temporada 3)

### Apariciones especiales
- Cheyenne Jackson (temporada 1)
- Zuri Hall (temporada 1)
- Kelly Clarkson (temporada 1)
- Maria Sharapova (temporada 1)
- Foo Fighters (temporada 2)
- Esther Perel (temporada 3)
- Fortune Feimster (temporada 3)
- Retta (temporada 3)

## Episodios
| Temporada | Temporada | Episodios | Episodios | Emisión original         | Emisión original        |
| Temporada | Temporada | Episodios | Episodios | Primera emisión          | Última emisión          |
| --------- | --------- | --------- | --------- | ------------------------ | ----------------------- |
|           | 1         | 10        | 10        | 1 de noviembre de 2019   | 20 de diciembre de 2019 |
|           | 2         | 10        | 10        | 17 de septiembre de 2021 | 19 de noviembre de 2021 |
|           | 3         | 10        | 10        | 13 de septiembre de 2023 | 8 de noviembre de 2023  |

### Primera temporada (2019)
| N.º en serie | N.º en temp. | Título | Dirigido por      | Escrito por                | Fecha de emisión original | Código de prod. |
| ------------ | ------------ | --- | ----------------- | -------------------------- | ------------------------- | --------------- |
| 1            | 1            | «In the Dark Night of the Soul It's Always 3:30 in the Morning» «En la noche oscura del alma siempre son las 3:30 de la mañana» | Mimi Leder        | Kerry Ehrin y Jay Carson   | 1 de noviembre de 2019    | 1WAH01          |
| 2            | 2            | «A Seat at the Table» «Un sitio en la mesa»                                                                                     | Mimi Leder        | Kerry Ehrin y Jay Carson   | 1 de noviembre de 2019    | 1WAH02          |
| 3            | 3            | «Chaos Is the New Cocaine» «El caos es la nueva droga»                                                                          | David Frankel     | Erica Lipez                | 1 de noviembre de 2019    | 1WAH03          |
| 4            | 4            | «That Woman» «Esa mujer» | Lynn Shelton      | Adam Milch                 | 8 de noviembre de 2019    | 1WAH04          |
| 5            | 5            | «No One's Gonna Harm You, Not While I'm Around» «Nadie te hará daño mientras yo esté aquí»                                      | David Frankel     | Torrey Speer               | 15 de noviembre de 2019   | 1WAH05          |
| 6            | 6            | «The Pendulum Swings» «El péndulo oscila»                                                                                       | Tucker Gates      | Kristen Layden             | 22 de noviembre de 2019   | 1WAH06          |
| 7            | 7            | «Open Waters» «Mar abierto» | Roxann Dawson     | Jeff Augustin              | 29 de noviembre de 2019   | 1WAH07          |
| 8            | 8            | «Lonely at the Top» «Sola en lo más alto»                                                                                       | Michelle MacLaren | JC Lee                     | 6 de diciembre de 2019    | 1WAH08          |
| 9            | 9            | «Play the Queen» «Mueve a la reina»                                                                                             | Kevin Bray        | Erica Lipez y Ali Vingiano | 13 de diciembre de 2019   | 1WAH09          |
| 10           | 10           | «The Interview» «La entrevista»                                                                                                 | Mimi Leder        | Kerry Ehrin                | 20 de diciembre de 2019   | 1WAH10          |

### Segunda temporada (2021)
| N.º en serie | N.º en temp. | Título                                           | Dirigido por        | Escrito por                           | Fecha de emisión original | Código de prod. |
| ------------ | ------------ | ------------------------------------------------ | ------------------- | ------------------------------------- | ------------------------- | --------------- |
| 11           | 1            | «My Least Favorite Year» «Mi año menos favorito» | Mimi Leder          | Erica Lipez, Adam Milch y Kerry Ehrin | 17 de septiembre de 2021  | 2WAH01          |
| 12           | 2            | «It’s Like The Flu» «Es como la gripe»           | Mimi Leder          | Torrey Speer y Kristen Layden         | 24 de septiembre de 2021  | 2WAH02          |
| 13           | 3            | «Laura» «Laura»                                  | Lesli Linka Glatter | Brian Chamberlayne y Jeff Augustin    | 1 de octubre de 2021      | 2WAH03          |
| 14           | 4            | «Kill the Fatted Calf» «La hija pródiga»         | Jessica Yu          | Ali Vingiano y Scott Troy             | 8 de octubre de 2021      | 2WAH04          |
| 15           | 5            | «Ghosts» «Fantasmas»                             | Tucker Gates        | Erica Lipez y Adam Milch              | 15 de octubre de 2021     | 2WAH05          |
| 16           | 6            | «A Private Person» «Una persona privada»         | Rachel Morrison     | Torrey Speer y Stacy Osei-Kuffour     | 22 de octubre de 2021     | 2WAH06          |
| 17           | 7            | «La Amara Vita» «La Amara Vita»                  | Mimi Leder          | Kerry Ehrin y Scott Troy              | 29 de octubre de 2021     | 2WAH07          |
| 18           | 8            | «Confirmations» «Confirmaciones»                 | Victoria Mahoney    | Kerry Ehrin y Jay Carson              | 5 de noviembre de 2021    | 2WAH08          |
| 19           | 9            | «Testimony» «Testimonios»                        | Miguel Arteta       | Scott Troy y Justin Matthews          | 12 de noviembre de 2021   | 2WAH09          |
| 20           | 10           | «Fever» «Fiebre»                                 | Mimi Leder          | Kerry Ehrin                           | 19 de noviembre de 2021   | 2WAH10          |

### Tercera temporada (2023)
| N.º en serie | N.º en temp. | Título                                             | Dirigido por       | Escrito por                                                | Fecha de emisión original | Código de prod. |
| ------------ | ------------ | -------------------------------------------------- | ------------------ | ---------------------------------------------------------- | ------------------------- | --------------- |
| 21           | 1            | «The Kármán Line» «La Línea de Kármán»             | Mimi Leder         | Charlotte Stoudt                                           | 13 de septiembre de 2023  | 3WAH01          |
| 22           | 2            | «Ghost in the Machine» «Un fantasma en la máquina» | Mimi Leder         | Michelle Denise Jackson                                    | 13 de septiembre de 2023  | 3WAH02          |
| 23           | 3            | «White Noise» «Ruido blanco»                       | Thomas Carter      | Joshua Allen                                               | 20 de septiembre de 2023  | 3WAH03          |
| 24           | 4            | «The Green Light» «Luz verde»                      | Mark T. Gates III  | Kimi Howl Lee                                              | 27 de septiembre de 2023  | 3WAH04          |
| 25           | 5            | «Love Island» «La isla del amor»                   | Stacie Passon      | Zander Lehmann                                             | 4 de octubre de 2023      | 3WAH05          |
| 26           | 6            | «The Stanford Student» «El estudiante de Stanford» | Mimi Leder         | Micah Schraft                                              | 11 de octubre de 2023     | 3WAH06          |
| 27           | 7            | «Strict Scrutiny» «Escrutinio estricto»            | Jennifer Getzinger | Bill Kennedy                                               | 18 de octubre de 2023     | 3WAH07          |
| 28           | 8            | «DNF» «Inacabado»                                  | Millicent Shelton  | Selina Fillinger                                           | 25 de octubre de 2023     | 3WAH08          |
| 29           | 9            | «Update Your Priors» «Actualízate»                 | Stacie Passon      | Teleplay: Laura Wexler Historia: Shalisha Francis-Feusner  | 1 de noviembre de 2023    | 3WAH09          |
| 30           | 10           | «The Overview Effect»                              | Mimi Leder         | Teleplay: Anya Leta Historia: Charlotte Stoudt y Anya Leta | 8 de noviembre de 2023    | 3WAH10          |

## Producción

### Desarrollo
Apple anunció el 8 de noviembre de 2017 Apple había encargado la producción de una serie que constaba de dos temporadas de diez episodios cada una y que Jennifer Aniston, Reese Witherspoon, Jay Carson y Michael Ellenberg serían los productores. Se esperaba que Carson actuara también como guionista y showrunner. Las compañías de producción involucradas en la serie eran Media Res, Echo Films y Hello Sunshine. El 4 de abril de 2018, se informó que Carson había abandonado la producción por diferencias creativas. Se esperaba que fuera reemplazado como productor ejecutivo y showrunner por Kerry Ehrin. El 11 de julio de 2018, se informó que Mimi Leder se desempeñaría como directora y productora ejecutiva. El 23 de octubre de 2018, se informó que Kristin Hahn y Lauren Levy Neustadter servirían como productores ejecutivos adicionales para la serie.

### Casting
Junto con el anuncio inicial de la serie, se confirmó que Aniston y Witherspoon habían sido elegidas para los papeles principales. En octubre de 2018, se anunció que Steve Carell, Gugu Mbatha-Raw, Billy Crudup, Néstor Carbonell y Mark Duplass habían sido elegidos en papeles regulares de la serie. El 7 de noviembre de 2018, se informó que Bel Powley, Karen Pittman y Desean Terry se habían unido al elenco principal de la serie.

### Rodaje
El rodaje de la primera temporada comenzó el 31 de octubre de 2018, en el edificio James Oviatt en Los Ángeles, California. La filmación continuó en Los Ángeles hasta que comenzó en Nueva York el 9 de mayo de 2019. El rodaje de la primera temporada terminó en mayo de 2019, después de siete meses de trabajo.

## Lanzamiento
Después del evento especial de Apple del 25 de marzo de 2019, Witherspoon anunció en Instagram que la serie se estrenaría el 1 de noviembre de ese año.

### Marketing
Durante el evento especial de Apple, se lanzó un avance con imágenes de la serie, así como imágenes de otras series originales que se estrenarían en Apple TV+. Aniston, Witherspoon y Carrell estuvieron en el evento para presentar al público la serie.
El 12 de agosto de 2019, Apple lanzó el primer tráiler de la serie. También se informó que en Australia se titularía Morning Wars, a fin de distinguir de la serie del programa de entrevistas matutino australiano del mismo nombre. El 19 de agosto de 2019, Apple lanzó un avance completo de la serie.

## Respuesta crítica
En el sitio web Rotten Tomatoes se le dio una calificación de aprobación del 61%, basada en 104 revisiones, con una calificación promedio de 5,78/10. El consenso crítico del sitio web dice: «Llamativo, pero algo frívolo, The Morning Show a menudo se siente más como un proyecto de vanidad que el drama contundente que aspira a ser, pero es un placer ver a Jennifer Aniston y Reese Witherspoon dándolo todo». Metacritic, que utiliza un promedio ponderado, asignó un puntaje de 61 de 100 basado en las revisiones de 37 críticos, indicando «revisiones positivas».
Richard Roeper, del Chicago Sun-Times, dio una crítica positiva y escribió: «The Morning Show no tiene la seriedad cinematográfica de la serie The Loudest Voice de Showtime o The Newsroom de HBO. Está más en la línea de la serie Sports Night, sólida pero de bajo rendimiento de finales de la década de 1990».

## Premios y nominaciones
| Lista de premios y nominaciones | Lista de premios y nominaciones  | Lista de premios y nominaciones             | Lista de premios y nominaciones | Lista de premios y nominaciones | Lista de premios y nominaciones |
| Año                             | Organización                     | Categoría                                   | Nominado/a (s)                  | Resultado                       | Ref(s)                          |
| ------------------------------- | -------------------------------- | ------------------------------------------- | ------------------------------- | ------------------------------- | ------------------------------- |
| 2020                            | Premios Globo de Oro             | Mejor serie – Drama                         | The Morning Show                | Nominado                        | [ 6 ]                           |
| 2020                            | Premios Globo de Oro             | Mejor actriz de serie de televisión – Drama | Jennifer Aniston                | Nominada                        | [ 6 ]                           |
| 2020                            | Premios Globo de Oro             | Mejor actriz de serie de televisión – Drama | Reese Witherspoon               | Nominada                        | [ 6 ]                           |
| 2020                            | Premios de la Crítica Televisiva | Mejor actor de reparto – Drama              | Billy Crudup                    | Ganador                         | [ 7 ]                           |
| 2020                            | Premios del Sindicato de Actores | Mejor interpretación femenina en un drama   | Jennifer Aniston                | Ganadora                        | [ 8 ]                           |
| 2020                            | Premios del Sindicato de Actores | Mejor interpretación masculina en un drama  | Steve Carell                    | Nominado                        | [ 8 ]                           |
| 2020                            | Premios del Sindicato de Actores | Mejor interpretación masculina en un drama  | Billy Crudup                    | Nominado                        | [ 8 ]                           |